# Salvatore Viale
Salvatore Viale (Bastia, Còrsega, 1787 - 1861) fou un escriptor cors, considerat fundador de la literatura corsa moderna, autor del poema La dionomachia (1817) en italià però amb diàlegs en cors, com el Sirinatu di Sacapinu.
Era advocat llicenciat a la Universitat de Pisa, i descendent d'una família d'origen genovès. El 1815 fou un dels membres de la Ghjunta de Bastia que en va dirigir la revolució posterior a la caiguda de Napoleó Bonaparte i que proposà la independència corsa, però que el Congrés de Viena va impedir.
Es dedicà a la carrera judicial com a jutge d'instrucció de Bastia fins al 1852, on ocupà diversos càrrecs, i feu classes d'italià. El 1836 contactà amb Niccolò Tommaseo quan aquest va sojornar a Còrsega.

## Obres
- I Birrichini di Bastia (1811)
- Dionomachia, 1817. (Adaptada modernament al teatre per Ghjacumu Thiers. Versió catalana de Jaume Corbera, 1999, disponible a l'adreça: http://www.interromania.com/literatura/teatru/sunta/baruffe/corbera/pagina01.htm)
- Poesie Giocose, 1817.
- Il Rivoto di Pietro Cirneo (novel·la)
- Il rimorso ossia l'ultima vendetta (1836)
- Canti popolari corsi, 1843.
- La sposa d'Abido, saggio di versi italiani e di canti popolari corsi, 1843.
- Novelle corse, 1846.
- Sopra lo stile della versione poetica dell'Iliade di Melchiorre Cesarotti
- Delle cagioni e degli effetti della moderna letteratura romanzesca, 1835
- Componimenti in versi e in prosa, 1857
- Dell'uso della lingua patria in Corsica, 1858.
- Dell'uso dei costumi corsi, 1860.